# Berthe aux grands pieds
Berta, la dels grans peus (originalment en francès antic: Berte aus grans piez; francès modern: Berthe aux grands pieds) és una cançó de gesta francesa del cicle de Carlemany, composta a principis del segle xiii i que narra llegendàriament la vida i les aventures de Berta de Laon, coneguda per ser la mare de Carlemany. El seu autor va ser presumiblement el trouvère francès Adenet Le Roi.

## Resum de l'argument
Pipí té previst casar-se amb Berta, filla dels reis d'Hongria, Floris i Blancaflor. Quan la núvia arriba a París, la seva donzella Margiste la intercanvia amb la seva pròpia filla, Aliste, i para una trampa perquè condemnin a mort per traïció a la suposada filla de la donzella (és a dir, la veritable Berta). Tanmateix, finalment se li perdona la vida i se l'exilia a un bosc, on viu humilment a la cabana d'un camperol, Simó. Quan la reina d'Hongria, Blancaflor, va a París a visitar la seva filla, es descobreix l'engany. Margiste és executada, però Aliste és tancada en un convent, ja que mentrestant s'ha convertit en mare de dos fills del rei: Heldri i Rainfroi. Un dia, Pipí caçant al bosc retroba Berta, a qui reconeix pels peus. La restaura a la cort i, més endavant, naixerà Carlemany.

## Comentari
Certament la cançó de gesta no té cap relació amb la vida real de la Berta històrica sinó que beu de fonts del folklore (l'esposa canviada, etc.).
Argumentalment, la cançó de gesta Mainet, que explica l'enfrontament del jove Carlemany amb els seus germanastres, enllaça a continuació de la cançó de Berta. Una altra cançó de gesta (de diferent tradició) sobre la vida de Carlemany jove és la de Basin.
El text conservat s'atribueix a Adenet le Roi; sembla escrit en els anys 70 del segle XIII i consta de gairebé 3.500 versos alexandrins, distribuïts en 144 laisses. Les laisses rimen successivament, una en rima masculina, seguida d'una altra laisse en la mateixa rima però femenina, mostrant-se així com un text molt elaborat des del punt de vista formal.
D'aquesta cançó de gesta se'n conserva també una versió francoitaliana (Berta de li gran pié, segle xiv) i una versió prosificada (Histoire de la reine Berthe et du roi Pepin, s. XV). En podien haver existit també versions anteriors a la d'Adenet.